# NGC 3585
NGC 3585 est une vaste galaxie elliptique située dans la constellation de l'Hydre. NGC 3585 a été découverte par l'astronome germano-britannique William Herschel en 1784.

## Caractéristiques
Sa vitesse par rapport au fond diffus cosmologique est de 1 783 ± 27 km/s, ce qui correspond à une distance de Hubble de 26,30 ± 1,88 Mpc (∼85,8 millions d'al).
À ce jour, 18 mesures non basées sur le décalage vers le rouge (redshift) donnent une distance de 17,129 ± 4,598 Mpc (∼55,9 millions d'al), ce qui est à l'extérieur des valeurs de la distance de Hubble. Cependant, puisque cette galaxie est relativement rapprochée du Groupe local, il est probable que cette valeur soit plus près de la distance réelle de NGC 3585. Notons que c'est avec la valeur moyenne des mesures indépendantes, lorsqu'elles existent, que la base de données NASA/IPAC calcule le diamètre d'une galaxie.

## Groupe de NGC 3585
NGC 3585 est la galaxie la plus brillante et la plus grosse d'un groupe de galaxies qui porte son nom. Le groupe de NGC 3585 compte au moins six autres galaxies : ESO 438-5, ESO 438-10, ESO 438-12, ESO 438-17, ESO 502-16 et ESO 503-7.